# Tamana, Kiribati
Tamana eller Tamanaatollen är en ö i Mikronesien som tillhör Kiribati i Stilla havet.

## Geografi
Tamana är en ö bland Gilbertöarna och ligger cirka 630 kilometer sydöst om huvudön Tarawa. 
Ön är den minsta korallatollen bland Gilbertöarna och har en areal om ca 4,8 km² med en längd på ca 6 km och ca 0,9 km bred. Atollen omges av ett korallrev och är den enda ön utan lagun. Den högsta höjden är på endast några m ö.h.
Befolkningen uppgår till ca 950 invånare fördelade på tre orter; Bakaakaa, Bakarawa och Barebuka.
Tamanaa har en liten flygplats Tamana Island Airport (flygplatskod "TMN") nära Barebuka på öns norra del för lokalt flyg.

## Historia
Ön upptäcktes troligen i början av 1840-talet av valfångare.
1820 namngav estnisk/ryske Adam Johann von Krusenstern öarna Iles Gilbert och Gilbertöarna blev tillsammans med Elliceöarna slutligen ett brittiskt protektorat 1892. I januari 1915 blev området en egen koloni.
Under andra världskriget ockuperades området mellan 1941 och 1943 av Japan för att sedan återgå under brittisk överhöghet.
1971 erhåller Gilbertöarna autonomi och blir i juli 1979 en självständig nation med namnet Kiribati.